# Sant och sånt
Sant och Sånt (i vinjetten stavat Sant & Sånt) var ett barnprogram i SVT där Staffan Ling och Bengt Andersson förklarade hur olika saker fungerade genom att göra ett stort antal experiment.
Programmet hade TV-premiär 31 december 1972 och kom ut med nya avsnitt till och med 1987. Kärnan i programmet var den absurdistiska dialogen mellan programledarna som hade vitt skilda personligheter. Ling var den analytiske och Andersson den dumdristige. I slutändan framstod de dock som lika klantiga båda två. TV-serien resulterade bland annat i boken Försök med Staffan och Bengt: enkla experiment som du kan göra själv.
"Staffan och Bengt" blev en etablerad duo och Sant och sånt fick flera uppföljare, däribland jullovsmorgonprogrammet Julkul med Staffan & Bengt och julkalendrarna i SVT Julstrul med Staffan & Bengt (1984) och Liv i luckan med julkalendern (1988).
Signaturmelodin är bryggan ur "Pegleg (Back in 35)" av gruppen New Heavenly Blue, utgiven 1972. Sant och sånt är en av titlarna i boken Tusen svenska klassiker (2009).

### Fotnoter
1. 1 2 3  Gradvall et al (2009), #352
2. ↑  Hedlund, Ola; Kamf Gunnar, Ling Staffan (1984). Försök med Staffan och Bengt: [enkla experiment som du kan göra själv]. Tema experiment, 99-0522450-5 (1. uppl.). Solna: Esselte studium. Libris 7226789. ISBN 9124334154